# 砾石石器
砾石石器，又稱石核石器，為人類最早使用的石器種類。其中史前人類取得遂石或石頭等石材之後，會用另一塊石頭敲打石芯，敲下的碎片、石片有其鋒利邊緣，可切割樹木和肉類或獸皮，以用於工具、居所、食物和衣物，因方便製作，所以有悠久的歷史。
在考古學中，砍砸器石核（Chopper core）或石核式砍砸器（core-choppers）是一種建議的石器類型，在石核去除石片後，將其作為砍砸器使用。它們可能是早期一種非常粗糙的手斧形式，不過這類石器並非雙面加工，且對於砍砸器石核是否曾被當工具使用，還是在取出所需的石片後就被丟棄仍存在爭議。
砍砸器石核在舊石器時代初期的奧都萬和克拉克當文化的工業被發現，該工具工業屬於早期的模式1。